# Андерсдоттер, Амелия
Анна Амелия Матильда Катарина Андерсдоттер (швед. Anna Amelia Matilda Katarina Andersdotter; 30 августа 1987, Энчёпинг, лен Уппсала, Швеция) — шведский политик, избранная депутат Европейского парламента по списку Пиратской партии Швеции на выборах 2009 года и проработавшая там с конца 2011 по 2014 год.

## Биография

### Ранние годы
Амелия Андерсдоттер родилась в 1987 году в Уппсале, но выросла в Эрсундсбро в коммуне Энчёпинг. У неё двое младших братьев и сестёр. Её отец Андерс Лундквист — учитель и репетитор по шахматам, а мать Лотта Лилле — журналистка.
Амелия Андерсдоттер проживала в Лунде и на момент избрания изучала в Лундском университете экономику и испанский язык (а также математику, физику, статистику, коммерческое право и румынский язык). В апреле 2006 года присоединилась к недавно созданной Пиратской партии Швеции. С 2007 года по март 2010 года работала международным координатором молодёжной организации Пиратской партии Юный пират (Ung Pirat).

### Избрание в Европарламент
Андерсдоттер шла второй в партийном списке после Кристиана Энгстрёма, и полученных голосов (22 303) было недостаточно для получения мандата в июне 2009 года. Однако она получила право на место в парламенте через два с половиной года после выборов, по итогу вступления в силу Лиссабонского договора, когда Швеция дополнительно приобрела два места в Европарламенте. Так как некоторые страны Евросоюза не избрали дополнительных депутатов сразу, 18 новых депутатов, включая Андерсдоттер, не могли занять места в парламенте немедленно. Официальное вступление в должность состоялось в декабре 2011 года. Андерсдоттер в 21 год стала самым молодым избранным, а в 24 года — самым молодым действующим депутатом Европарламента.
В интервью газете Лундского университета Андерсдоттер заявила, что при избрании предполагает перечислять часть своего депутатского жалования альтерглобалистскому движению Attac, издательству Ordfront, правозащитной организации «Международная амнистия» и Женскому фонду ООН ЮНИФЕМ. До вступления в должность евродепутата она путешествовала по миру, выступая на конференциях в Линце (Австрия) и Южной Корее.

### Работа евродепутатом
В ожидании вступления в должность, Андерсдоттер переехала в Бельгию, где работала по вопросам Пиратской партии и готовилась к работе в составе Европарламента. Среди вопросов, на которые Андерсдоттер планировала сфокусировать свою работу в парламенте — увеличение конкуренции в области телекоммуникаций. Среди главных проблем в этой области депутат называет недостаточный контроль над вертикально интегрированными телекоммуникационными компаниями. Андерсдоттер активно выступала против Торгового соглашения по борьбе с контрафакцией и настаивала на государственных инвестициях в оптоволоконную широкополосную связь для домохозяйств.
В Европейском парламенте Андерсдоттер занималась вопросами информационной политики и была членом Комитета по промышленности, исследованиям и энергетике (ITRE) и Делегации по связям с Корейским полуостровом. Она была заместителем члена Комитета по международной торговле (INTA), Комитета по бюджетному контролю (CONT) и Делегации по связям с Андским сообществом. Она также была спонсором EPFSUG (Группы пользователей свободного программного обеспечения Европейского парламента). 

### Дальнейшая деятельность
После окончания срока полномочий Андерсдоттер в Европарламенте аналитический центр Timbro провел оценку работы шведских евродепутатов за этот период и выделил её как одного из двух наиболее влиятельных из них. После работы в Европейском парламенте Амелия работала приглашённым исследователем в Центре Интернета и общества (Индия) и исследователем технических стандартов в организациях Article19 и ANEC. Она внесла значительный вклад в разработку стандарта IEEE 802E Privacy References, а также в работу комитета ISO PC 3117 по вопросам конфиденциальности и безопасности для домашних устройств Интернета вещей. В последующие годы она продолжила работу над техническими стандартами, продвигая функции энергосбережения и экологичное оборудование от имени операторов и производителей устройств.